# 庫魯馬尼

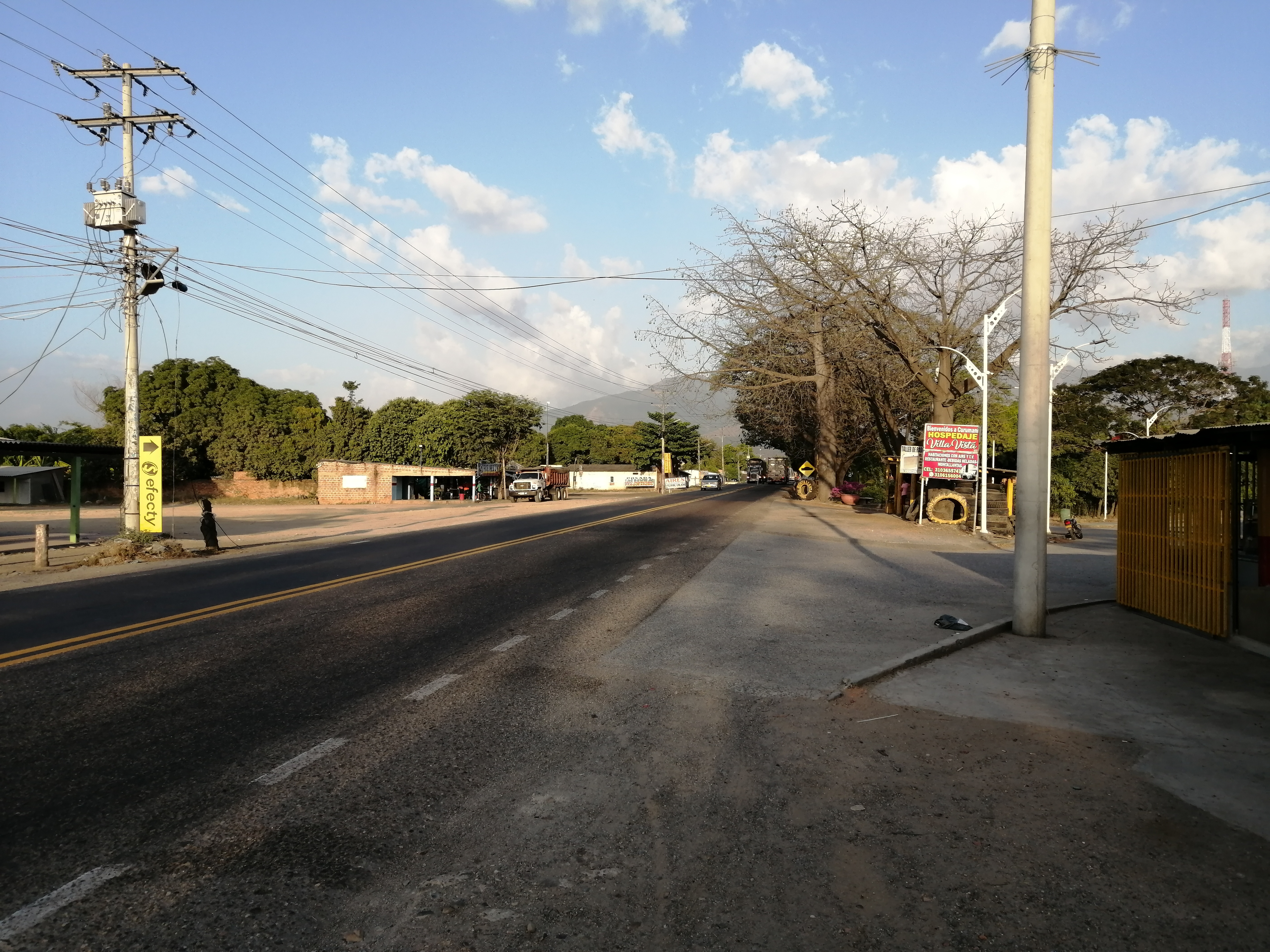
库鲁马尼城镇公路

庫魯馬尼是哥倫比亞的城鎮，位於該國東北部，由塞薩爾省負責管轄，始建於1579年，面積931平方公里，海拔高度112米，2005年人口26,740，人口密度每平方公里29人。

## 外部連結
- （西班牙文） Curumani official website

9°12′N 73°33′W / 9.200°N 73.550°W